# Mel Daluzian
Mel Daluzian (en armenio: Մել Դալուզյան; nacido Meline Daluzian, Leninakán, URSS, 20 de abril de 1988) es un deportista transgénero armenio que compitió en halterofilia.
Ganó dos medallas de bronce en el Campeonato Mundial de Halterofilia, en los años 2006 y 2010, y tres medallas en el Campeonato Europeo de Halterofilia entre los años 2007 y 2010.
Participó en los Juegos Olímpicos de Londres 2012, aunque su resultado fue anulado debido a dopaje por estanozolol y turinabol.
Competía en categorías femeninas con el nombre de Meline Daluzian, pero después de los Juegos Olímpicos de 2012 decidió someterse a una reasignación de género.

## Palmarés internacional
| Campeonato Mundial | Campeonato Mundial              | Campeonato Mundial | Campeonato Mundial |
| Año                | Lugar                           | Medalla            | Categoría          |
| ------------------ | ------------------------------- | ------------------ | ------------------ |
| 2006               | Santo Domingo (Rep. Dominicana) | Medalla de bronce  | 63 kg              |
| 2010               | Antalya (Turquía)               | Medalla de bronce  | 69 kg              |
| Campeonato Europeo |                                 |                    |                    |
| Año                | Lugar                           | Medalla            | Categoría          |
| 2007               | Estrasburgo (Francia)           | Medalla de oro     | 63 kg              |
| 2008               | Lignano Sabbiadoro (Italia)     | Medalla de oro     | 63 kg              |
| 2010               | Minsk (Bielorrusia)             | Medalla de plata   | 69 kg              |